# Volo Caribbean Airlines 523
Il volo Caribbean Airlines 523 era un volo passeggeri di linea internazionale da New York, negli Stati Uniti, a Georgetown, in Guyana, con scalo intermedio a Piarco, Trinidad e Tobago. Il 30 luglio 2011, un Boeing 737-800 operante su tale tratta uscì di pista durante l'atterraggio anche a causa della pioggia, proseguendo verso la recinzione perimetrale. L'aereo si fermò a 100 metri oltre la fine della pista 06, dopo aver attraversato su una strada, e si spezzò in due sezioni. Nessuno perse la vita, due persone rimasero ferite.

## L'aereo
Il velivolo coinvolto era un Boeing 737-800, marche 9Y-PBM, numero di serie 29635, numero di linea 2326. Volò per la prima volta il 6 luglio 2007 e venne consegnato a Sun Country Airlines pochi giorni dopo, il 19 luglio. Fu poi acquisito da Caribbean Airlines il 12 agosto 2009. Era spinto da 2 motori turboventola CFM International CFM56-7B26. Al momento dell'incidente, l'aereo aveva poco più di 4 anni e aveva accumulato 14 861 ore di volo.

## L'equipaggio
Il comandante era un 53enne con 9 600 ore di esperienza di volo, delle quali 5 000 nel Boeing 737. Il primo ufficiale era un 23enne con 1 400 ore di esperienza di volo, di cui 350 nel Boeing 737. L'equipaggio di cabina era composto da quattro assistenti di volo, tutte donne, con esperienza da sette mesi a tredue anni.

## L'incidente
Il volo, in arrivo a Georgetown (Guyana) dopo uno scalo a Piarco, stava eseguendo un avvicinamento non di precisione alla pista 06 dell'aeroporto internazionale Cheddi Jagan.
Il pilota in comando (PIC), che durante questa fase era il comandante, aumentò la potenza dei motori durante l'avvicinamento per non uscire dal sentiero di discesa. Una volta oltrepassata la soglia della pista, mentre veniva eseguita la flare, il PIC diminuì la potenza dei motori senza portare le manette al minimo, come richiesto durante questa fase. L'eccessiva potenza portò il Boeing 737 a entrare in contatto con la superficie a 4 700 piedi (1 400 m) dalla soglia della pista, 1 700 piedi (520 m) oltre la zona di atterraggio, con soli 2 750 piedi (840 m) rimanenti. Al momento del touchdown, i deflettori si dispiegarono automaticamente e gli inversori di spinta vennero attivati dal comandante. Tuttavia, i piloti non applicarono la massima forza frenante di 3 000 psi prima di arrivare a 250 piedi (76 m) dalla fine della pista (450 piedi (140 m) dalla fine dell'area pavimentata).
Il 737 non riuscì a fermarsi, attraversò una strada e finì oltre la recinzione perimetrale, a 130 piedi (40 m) dalla pista e a 64 piedi (20 m) a sinistra della linea centrale. Fortunatamente, nessuno perse la vita. Durante le procedure di evacuazione, un passeggero subì una frattura alla gamba, che risultò poi in un'amputazione. Un altro passeggerò subì un'ustione alla mano dopo essere entrato in contatto con il rivestimento rovente del motore.

## Le indagini
L'autorità per l'aviazione civile di Guyana, coadiuvata durante le indagini dal National Trasportation Safety Board, pubblicò il final report 3 anni e 2 mesi dopo l'incidente. Nella sezione delle probabili cause, viene riportato:
Ha contribuito all'incidente l'indecisione dell'equipaggio sull'esecuzione di una riattaccata, l'incapacità di eseguirla dopo che l'aereo aveva sorvolato una certa distanza della pista, e la loro ridotta consapevolezza situazionale.»
(Government Information Agency, final report Caribbean Airlines Flight 523)